# 掠射望远镜
掠射望远镜是利用X射线以近乎平行的角度照射在金属平面上时发生掠射的原理进行成像的望远镜。1970年代早期美国的天空实验室上搭载了掠射式望远镜，用于拍摄太阳，是首个用于天文观测的大型X射线望远镜。1978年发射的爱因斯坦卫星是首个搭载大型掠射式望远镜的X射线天文卫星。20世纪90年代以后发射的大部分X射线天文卫星上都安装了掠射式望远镜，口径和分辨率都在不断提高。
掠射望远镜经常采用的光路结构有柯克帕特里克─贝茨型（Kirkpatrick-Baez）、沃尔特型（Wolter）和龙虾眼型（Lobster Eye）等，其中沃尔特型又分为Ⅰ、Ⅱ、Ⅲ型三种结构。
柯克帕特里克─贝茨型是最早出现的型号，发明于1948年，使用两块互相垂直的抛物面会聚X射线。沃尔特型使X射线先经过抛物面再经过双曲面发生会聚。这种结构广泛应用于各种大型X射线望远镜，其中Ⅰ型的应用最为广泛。龙虾眼型是于1970年代末提出的，特点是视场大，焦平面是曲面，较少得到应用。在实际的掠射望远镜中，经常使用若干不同口径的反射面制作成套筒以增大有效口径，例如XMM-牛顿卫星上安装的掠射式X射线望远镜由58层沃尔特Ⅰ型套筒组成，最大的一层直径为70厘米。